# NPTN
NPTN‏ (Neuroplastin) هوَ بروتين يُشَفر بواسطة جين NPTN في الإنسان.